# Lijst van beelden in De Wolden
Dit is een (onvolledige) chronologische lijst van beelden in De Wolden. Onder een beeld wordt hier verstaan elk driedimensionaal kunstwerk in de openbare ruimte van de Nederlandse gemeente De Wolden, waarbij beeld wordt gebruikt als verzamelbegrip voor sculpturen, standbeelden, installaties, gedenktekens en overige beeldhouwwerken.
Voor een volledig overzicht van de beschikbare afbeeldingen zie: Beelden in De Wolden op Wikimedia Commons.
| Geplaatst | Omschrijving                                                                  | Kunstenaar                          | Straat                                            | Plaats          | Materiaal                     | Afbeelding |
| --------- | ----------------------------------------------------------------------------- | ----------------------------------- | ------------------------------------------------- | --------------- | ----------------------------- | ---------- |
| 1955      | Lammechien                                                                    | Suze Boschma-Berkhout               | Brink (voor de Mariakerk van Ruinen)              | Ruinen          | natuursteen                   |            |
| 1956      | Rennend naakt met hinde                                                       | Charlotte van Pallandt              | Voorplein van Voorwijk                            | de Wijk         | brons                         |            |
| 1966      | Bram de Ram                                                                   | Johan Sterenberg                    | Brink                                             | Ruinen          | brons                         |            |
| 1970      | Kinderen in school                                                            | Henk Holman                         | bij basisschool                                   | Koekange        |                               |            |
| jaren 70? | De verloren zoon                                                              | Onno de Ruijter                     | Dorpsstraat                                       | de Wijk         | natuursteen                   |            |
| 1988      | Ontmoeting                                                                    | Bert Kiewiet                        | Hoofdstraat                                       | Zuidwolde       | brons                         |            |
| 1989      | Boenende boerin                                                               | Bert Kiewiet                        | Dijkhuizen                                        | Ruinerwold      | brons                         |            |
| 1991      | De Turfschipper                                                               | Bert Kiewiet                        | Oosterhof                                         | Drogteropslagen | brons                         |            |
| 1991      | Samenwerking                                                                  | Marijke Ravenswaay-Deege            |                                                   | Fort            |                               |            |
| 1992      | Oma met Kinderen                                                              | Marijke Ravenswaay-Deege            | Molenhof (bij verzorgingshuis)                    | Zuidwolde       | brons                         |            |
| 1995      | De Wiekerpoort                                                                | Onno de Ruijter                     | Veenhovenplein                                    | De Wijk         | koper                         |            |
| 1997      | Man, Meisje bij de Bibliotheek                                                | Marijke Ravenswaay-Deege            | Hoofdstraat 110 (bij bibliotheek)                 | Zuidwolde       | brons                         |            |
| 1997      | De Grondwerker                                                                | Bert Kiewiet                        | Linderweg (bij Dorpshuis)                         | Linde           | brons                         |            |
| 1997      | Vader en Zoon                                                                 | Marijke Ravenswaay-Deege            |                                                   | Fort            | brons                         |            |
| 2006      | Joods monument                                                                |                                     | Brink (voor de Mariakerk van Ruinen)              | Ruinen          | marmer (zwart)                |            |
| 2006      | Nienke                                                                        | Charles Henri                       | Zuidwolderweg                                     | Echten          | brons                         |            |
| 2011      | Joekel van een Peer                                                           | Jan Piet van den Berg & Hugo Galama | Dokter Larijweg (Museumboerderij De Karstenhoeve) | Ruinerwold      | Snoei- en rooihout            |            |
| 2011      | het Onbevattelijk, Muur tegen Geweld, Nationaal monument tegen zinloos geweld | Irene Fortuyn                       | Commissieweg 38                                   | de Wijk         | baksteen en metaal            |            |
| 2014      | Portret Koning Willem Alexander                                               | Zjkln                               | Raadszaal Gemeentehuis                            | Zuidwolde       | Seleniet en Argentijns marmer |            |
| 2015      | Zonder titel                                                                  | Harm Echten                         | Bij Mariakerk                                     | Ruinen          | hout                          |            |
| 2015      | Zonder titel                                                                  | Harm Echten                         | Bij Mariakerk                                     | Ruinen          | hout                          |            |
|           | Zonder titel                                                                  |                                     | Bij Mariakerk                                     | Ruinen          | steen                         |            |
|           | Maquette oorspronkelijke Mariakerk                                            |                                     | Bij Mariakerk                                     | Ruinen          | cortenstaal                   |            |
|           | Oorlogsmonument                                                               |                                     | Brink                                             | Ruinen          | natuursteen                   |            |
|           | Zonder titel                                                                  | Ko Vester                           | Oshaarsterweg/Traandijk                           | Oshaar          | combinatie steen en metaal    |            |
|           | Constructie 57                                                                | Dick van der Linden                 | Commissieweg/Stapelerweg                          | Eemten          | roestvast staal               |            |
|           | De Ontmoeting                                                                 | Ruud van de Wint                    | Blijdenstein (Terp bij de Wold Aa)                | Ruinerwold      | Koper                         |            |